# Parta brusiče Karhana
Parta brusiče Karhana je divadelní hra autora Vaška Káni z roku 1950. Je to typické budovatelské drama. Zabývá se vztahem mezi mladou a starou generací a tím, jak jsou obě ovlivněny novým pojetím práce. Tato hra byla ve své době velmi úspěšná, dnes je zapomenuta.

## Ukázka
| „ | Dvořák: Klepáči, buďto jako soudruh vyslechneš kritiku, nebo jsi hádavá baba, ale pak jdi raději domů. Máme toho dnes k vyřizování víc. Klepáč: Chcete mě oddělat! Dvořák: Takhle nesmíš mluvit! Klepáč: Já už mlčím. Dvořák: Slyšeli jste, soudruzi. Soudruh Klepáč řekl, že ho chceme oddělat… Ne, my tu nechceme, soudruhu Klepáči, nikoho oddělávat. My chceme jen upřímnou bolševickou kritikou dosáhnout toho, abys uznal své chyby a napravil je. Jsem přesvědčen, že si neuvědomuješ všechno, co děláš. A jako dělník a jako starý odborář musíš uznat, že jsi na nesprávné cestě. Jen se na to podívej kriticky a chlapsky, jako bolševik! … Dvořák: A co tomu říká soudruh Karhan? Karhan: Nu, když mají revolvery běžet, musí Klepáč pryč. A my se tam musíme postavit za ty pořádný a pomoct jim s tím hnout. … Dvořák: Zbývá jen, aby se vyslovil soudruh Klepáč sám… Jedná se přec o tebe, soudruhu Klepáči - tak co - soudruhu? Sektorář: Soudruhu Klepáči, tak to uznej. Zbytečně to protahujeme. Slavíková: Tak už, Venco, moc nepřemejšlej…Jde přece o naši výrobu, o naši fabriku…Chyby jsi nadělal, budeš mít ještě možnost napravit je. Tak co: Karhan: Tak mordyje, Klepáči. Jseš chlap, nebo svíčková baba? Když něco zmrskám, tak jsem to zmrskal a nebudu to schovávat!… Copak, hergot, tobě nejde vo fabriku? Klepáč (po odmlce): Máte pravdu, soudruzi. Zaspal jsem dobu, nepochopil jsem správně své povinnosti důvěrníka. Máte pravdu. Já bych svou přítomností nepřispěl k nápravě v revolverárně. (Hlas se mu rozechvěje.) Ale, soudruzi - pochopte, jsem v závodě přes dvacet let - A já mám - fabriku rád… … Božka: Já mít takovou sílu, tak… Jarka: - Co? Božka: Tak bych šla dělat do kovárny na buchar. Na zápustky. Jarka: Ty máš nápady. Božka: To je fajn práce. Oheň ti lítá pod rukama, beran hřmí jako hrom, země se pod tebou třese, to se cítíš tak…tak, že bys byl v stavu překovat celý svět. Jarka: Ty máš básnickou žílu, holka. Božka: Jdi ty! Jarka: Měla bys přestat dělat na magnetkách a popadnout do ruky péro. Božka: Cožpak o to… Já bych psala básně, jen se nesměj. Jarka: O lásce? Božka: Ano, pořád o lásce. O pětiletce, o mašinách, o nás - o tobě. Jarka (z rozpaků): Myslím… myslím, že bych se měl jít kouknout na naši centrlesku… To se budou chlapi divit: - ventil za tři minuty. | “ |

## Film
V roce 1951 byl na námět divadelní hry natočen film Karhanova parta, v režii Zdeňka Hofbauera. Roli starého Karhana hrál František Smolík, hudbu složil Emil František Burian.